# 洛埃切斯
洛埃切斯，是西班牙马德里自治区的一个市镇。总面积44平方公里，总人口3295人（2001年），人口密度75人/平方公里。